# Antigona chemnitzii
Antigona chemnitzii is een tweekleppigensoort uit de familie van de Veneridae. De wetenschappelijke naam van de soort is voor het eerst geldig gepubliceerd in 1845 door Hanley.
Rechter en linker klep van hetzelfde exemplaar:

Rechter klep
Linker klep